# Manuel Ortiz Toribio
Manuel Ortiz Toribio, noto come Lolo (Huelva, 22 agosto 1984), è un ex calciatore spagnolo, di ruolo difensore.

## Palmarès
- Coppa di Spagna: 1

Siviglia: 2010